# Billy Graham
(Billy Graham)
William Franklin Graham Jr., maggiormente conosciuto come Billy Graham (Charlotte, 7 novembre 1918 – Montreat, 21 febbraio 2018), è stato un predicatore, scrittore e pastore protestante statunitense. Di religione cristiana battista, Graham è considerata una delle figure cristiane più popolari del XX secolo.
Tra i leader religiosi più popolari della storia, egli ha guidato oltre 400 "crociate" - così erano definiti i suoi raduni di evangelizzazione - in 185 paesi del mondo attirando in totale oltre 215 milioni di persone.
Personaggio carismatico e influente, egli era amico personale e consigliere spirituale di numerose figure di spicco, tra i quali vari presidenti degli Stati Uniti (come George H.W Bush, Richard Nixon, Barack Obama e Ronald Reagan), diverse figure di grande rilievo internazionale come la Regina Elisabetta II e Martin Luther King e altri personaggi del mondo dell'intrattenimento e dello sport come Muhammad Ali, Pat Boone, Johnny Cash, Bill Gaither e numerosi altri. 

Billy Graham, il 28 maggio 1970, assieme al presidente degli Stati Uniti, Richard Nixon, durante una "crociata" cristiana evangelica a Knoxville, Tennessee di fronte ad oltre 100'000 persone.

Egli ha guidato, fin dalla nascita nel 1950, la Billy Graham Evangelistic Association, un'associazione cristiana il cui fine è l'evangelizzazione e l'organizzazione di "crociate". Al 2025 il presidente dell'associazione è il figlio di Billy, Franklin Graham.
Per via della sua immensa popolarità egli fu soprannominato il "Pastore d'America".

## Biografia

Firma di Billy Graham

### Infanzia
William Franklin Graham Jr., comunemente conosciuto come Billy Graham, nacque il 7 novembre 1918 a Charlotte, nella Carolina del Nord. Figlio di William Franklin Graham Sr. e Morrow Coffey, Billy fu cresciuto in una famiglia di agricoltori molto religiosa e legata alla Chiesa presbiteriana.

### La conversione e gli inizi del ministero
Nel 1934, all'età di 16 anni, Billy partecipò a un evento religioso guidato dall'evangelista Mordecai Ham, un pastore battista indipendente. Fu in questa occasione che Graham dichiarò di aver avuto una profonda esperienza di conversione, accettando Gesù Cristo come suo salvatore. Questo evento segnò il punto di svolta nella sua vita, spingendolo verso una carriera come predicatore.

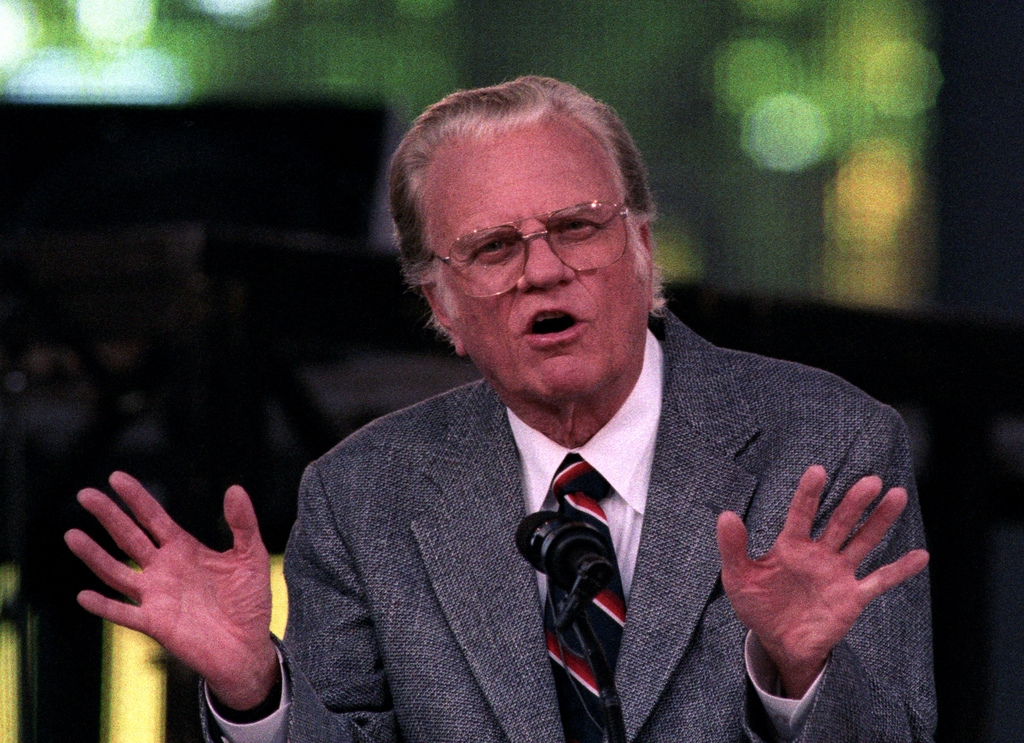
Graham a Cleveland nel 1994

Dopo la scuola superiore, Billy frequentò il Bob Jones College, ma trovò l'ambiente troppo rigido per i suoi gusti e decise di trasferirsi. Proseguì gli studi presso il Florida Bible Institute (oggi noto come Trinity College of Florida), dove nel 1939 fu ordinato ministro battista dalla Southern Baptist Convention. Successivamente, nel 1940, si iscrisse al Wheaton College a Wheaton, Illinois, dove incontrò la sua futura moglie, Ruth Bell. I due si sposarono nel 1943 e in seguito ebbero cinque figli, tra i quali il predicatore Franklin Graham.
Nel 1943, Graham accettò la chiamata per diventare pastore della First Baptist Church di Western Springs, un sobborgo di Chicago. Tuttavia, la sua vera vocazione era l'evangelismo su larga scala. Durante la seconda guerra mondiale, Graham lavorò per la Youth for Christ, un'organizzazione che si rivolgeva ai giovani militari. Questo ruolo gli diede la possibilità di affinare le sue capacità oratorie e di sviluppare un approccio alla predicazione che avrebbe definito la sua carriera.

### L'ascesa a livello nazionale

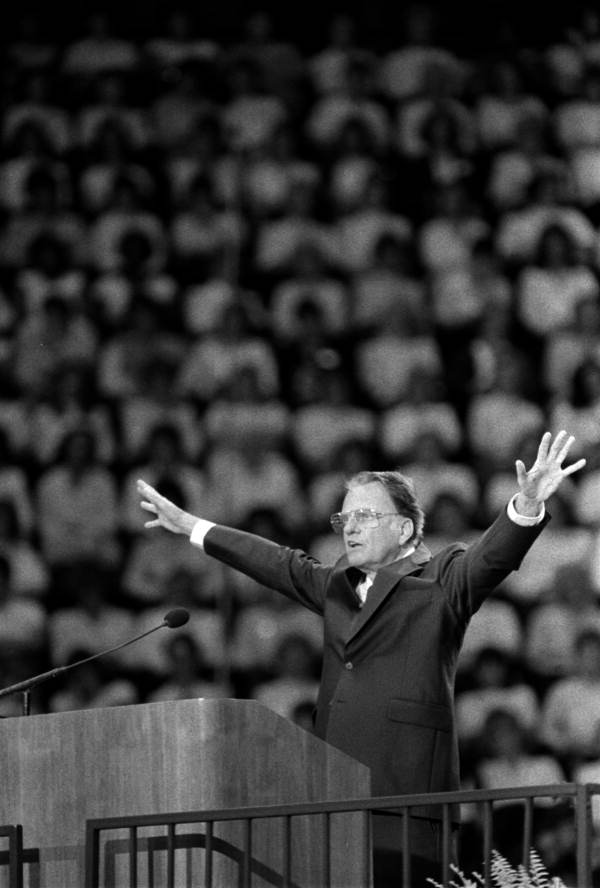
Billy Graham predica a Tallahassee, in Florida nel 1986

L'evento che lanciò Billy Graham sulla scena nazionale fu la crociata evangelica tenutasi a Los Angeles nel 1949. Inizialmente pianificata per durare solo tre settimane, la crociata si prolungò per otto settimane a causa del crescente interesse del pubblico. Una delle chiavi del successo di questa crociata fu la copertura mediatica da parte del magnate della stampa William Randolph Hearst, il quale, secondo alcune fonti, avrebbe inviato i giornali e i quotidiani a dare ampio spazio al giovane predicatore.
Il successo della crociata di Los Angeles spinse Graham a fondare la Billy Graham Evangelistic Association (BGEA) nel 1950. La BGEA divenne il principale veicolo attraverso cui Graham organizzava le sue crociate e diffondeva il messaggio del Vangelo, utilizzando in modo innovativo i mezzi di comunicazione di massa, inclusi la radio, la televisione e la stampa. Il programma radiofonico della BGEA, intitolato "The Hour of Decision", fu trasmesso su centinaia di stazioni radio in tutto il mondo.

### Espansione globale

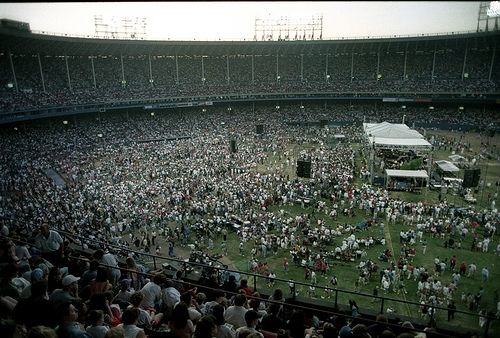
Una folla di oltre 85'000 durante la "crociata" di Graham a Cleveland l'11 giugno del 1994

Negli anni '50 e '60, le crociate di Billy Graham si espansero ben oltre i confini degli Stati Uniti. Organizzò eventi in tutto il mondo, inclusi paesi come l'Inghilterra, la Germania, l'Australia e l'India. Nel 1954, Graham tenne una delle sue più grandi crociate a Londra, dove predicò a folle di oltre 100.000 persone nell'arco di dodici settimane. La sua influenza si espanse anche dietro la cortina di ferro durante la Guerra Fredda, con visite in Unione Sovietica e in altri paesi del blocco sovietico negli anni '80.
La sua capacità di attirare grandi folle e il suo stile di predicazione semplice e diretto gli valsero il soprannome di "America's Pastor" ("il pastore d'America"). Graham era noto per evitare il linguaggio complicato della teologia accademica, concentrandosi piuttosto su un messaggio di amore e redenzione attraverso Gesù Cristo.

### Relazioni con i presidenti degli Stati Uniti

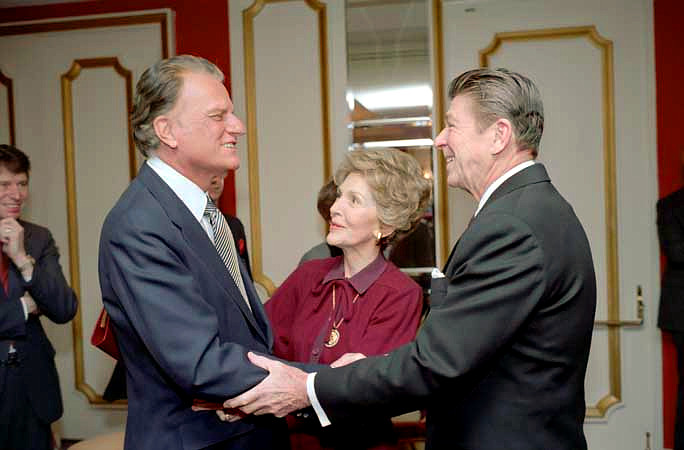
Billy Graham assieme all'allora presidente Ronald Reagan

Una parte significativa della biografia di Billy Graham è rappresentata dalla sua influenza politica e dalle sue relazioni con i presidenti degli Stati Uniti. Dal presidente Harry Truman fino a Barack Obama, Graham ebbe la possibilità di consigliare e pregare con numerosi leader politici, guadagnandosi il rispetto trasversale per la sua capacità di mantenere una certa neutralità politica. 
Nel 1960, durante la campagna presidenziale di John F. Kennedy, Graham fu criticato per aver sostenuto l'ipotesi che un presidente cattolico avrebbe potuto avere conflitti di interesse con la Santa Sede. Tuttavia, Graham fece pace con questa questione negli anni successivi, mantenendo una posizione più inclusiva e meno divisiva.

### Anni successivi e morte

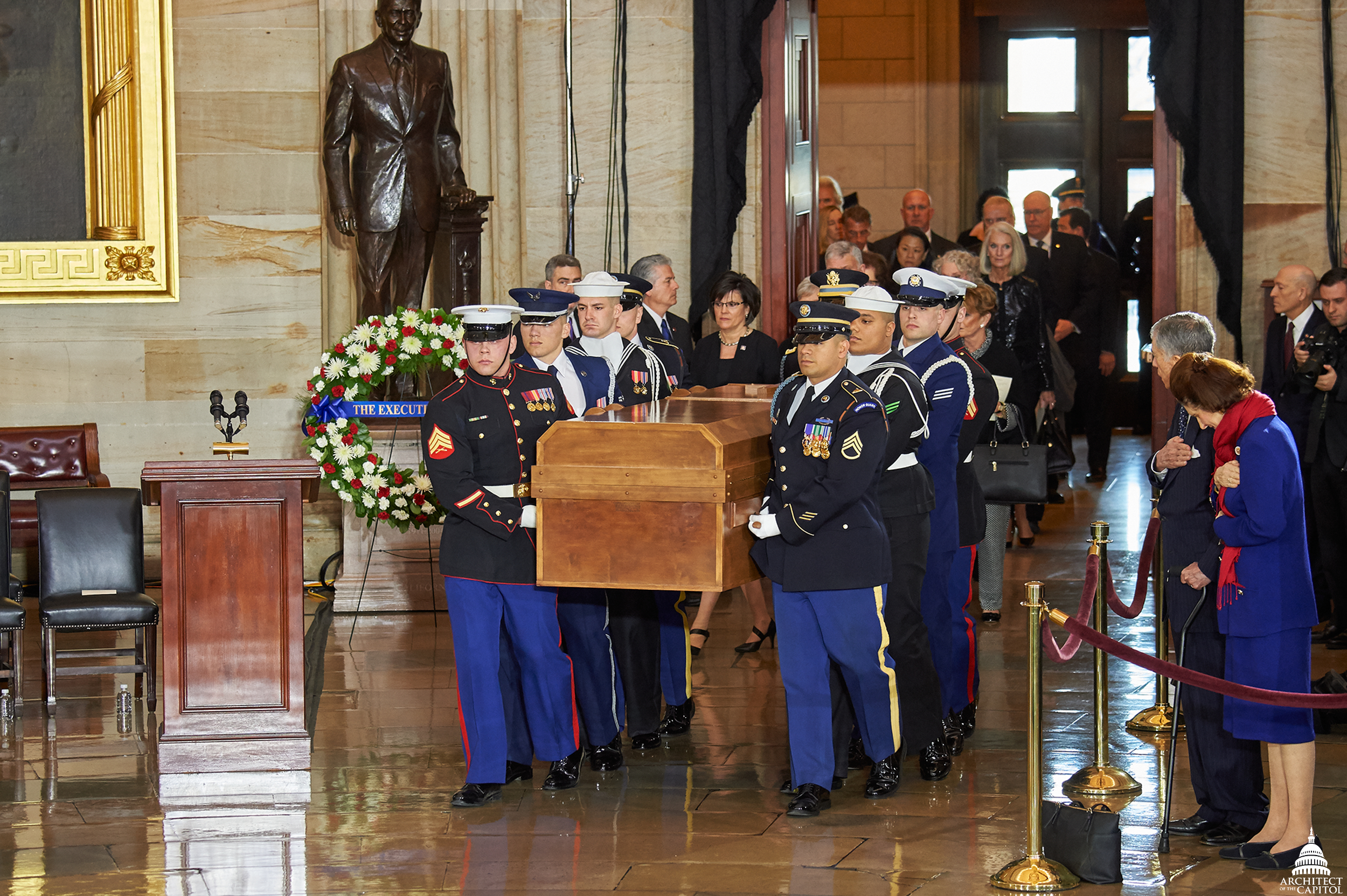
Funerali di Graham il 21 febbraio 2018

Nel corso degli anni '70 e '80, Graham continuò a espandere il suo ministero globale, visitando paesi come la Corea del Sud, il Brasile e l'Unione Sovietica. La sua crociata a Seoul del 1973 attirò una folla di oltre un milione di persone, il più grande raduno nella storia delle sue campagne evangeliche. Nel 1991, Graham tornò a New York per una crociata al Central Park, attirando una folla di oltre 250.000 persone, a dimostrazione della sua continua rilevanza anche in età avanzata.
Nel 1992, gli fu diagnosticata la malattia di Parkinson, che lo portò gradualmente a ritirarsi dalla scena pubblica. Tuttavia, continuò a scrivere libri e a predicare occasionalmente. Nel 2005, tenne la sua ultima crociata pubblica a New York, segnata da un'ampia copertura mediatica.

Nel 2007, sua moglie Ruth morì. Nonostante il declino della sua salute, Graham rimase una figura rispettata fino alla fine della sua vita. Sulla sua lapide è inciso il passo biblico più importante per Graham, Giovanni 14:6, che recita: "Io sono la Via, la Verità e la Vita".

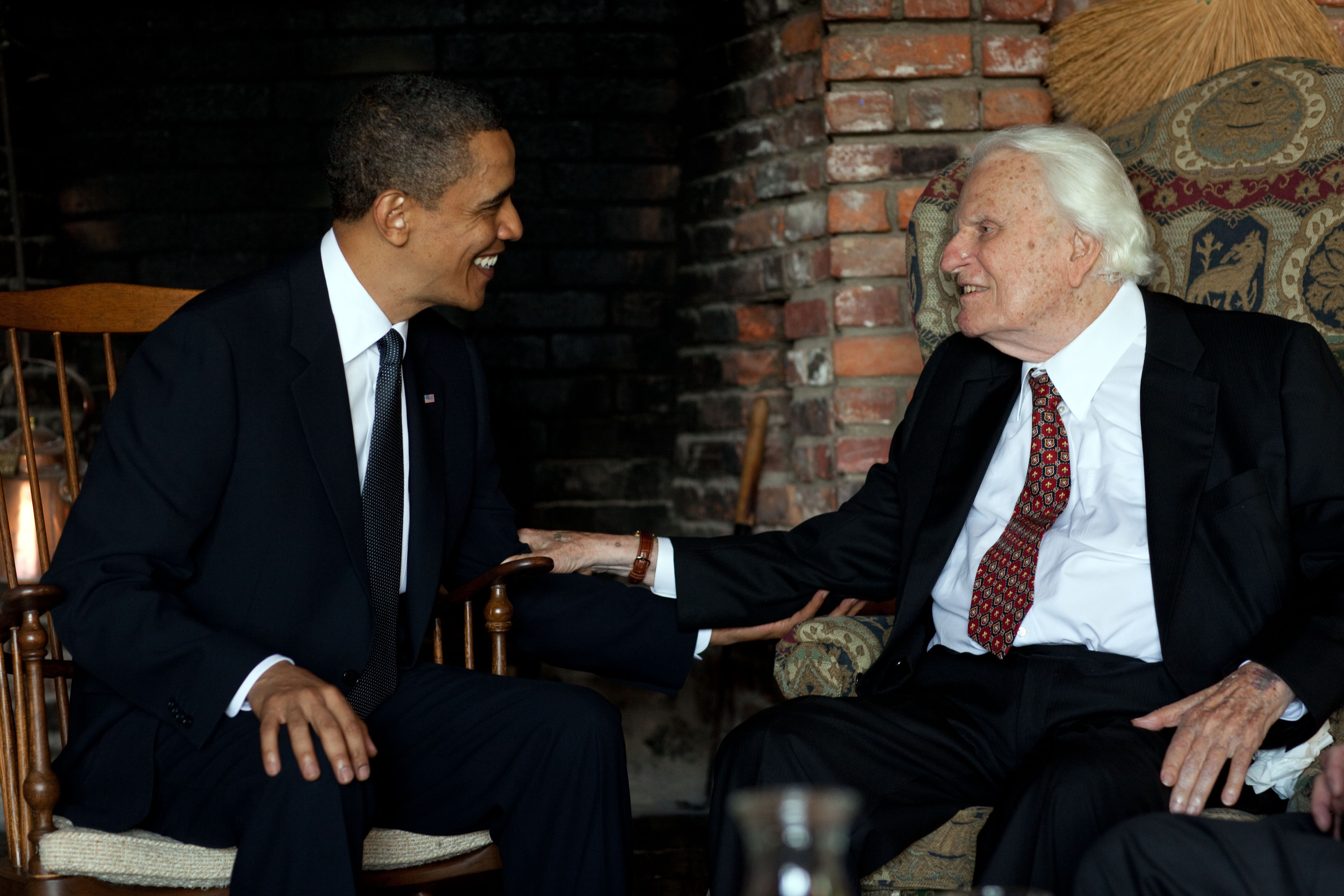
Graham a colloquio con Barack Obama nel 2010

## Rapporti con i leader mondiali e figure di spicco
Graham fu un consigliere spirituale per dodici presidenti degli Stati Uniti: a partire da Dwight Eisenhower fino a Barack Obama. Egli presenziò al giuramento di quattro dei presidenti.
Amico di Martin Luther King, si batté contro la segregazione razziale durante gli anni '60. Nel 1957 i due predicatori cominciarono alcuni raduni pubblici insieme per discutere i problemi razziali negli Stati Uniti.
Inoltre era amico personale della Regina Elisabetta e di numerose star del mondo dell'arte e dell'industria musicale, come Pat Boone e Johnny Cash.

## Vita privata

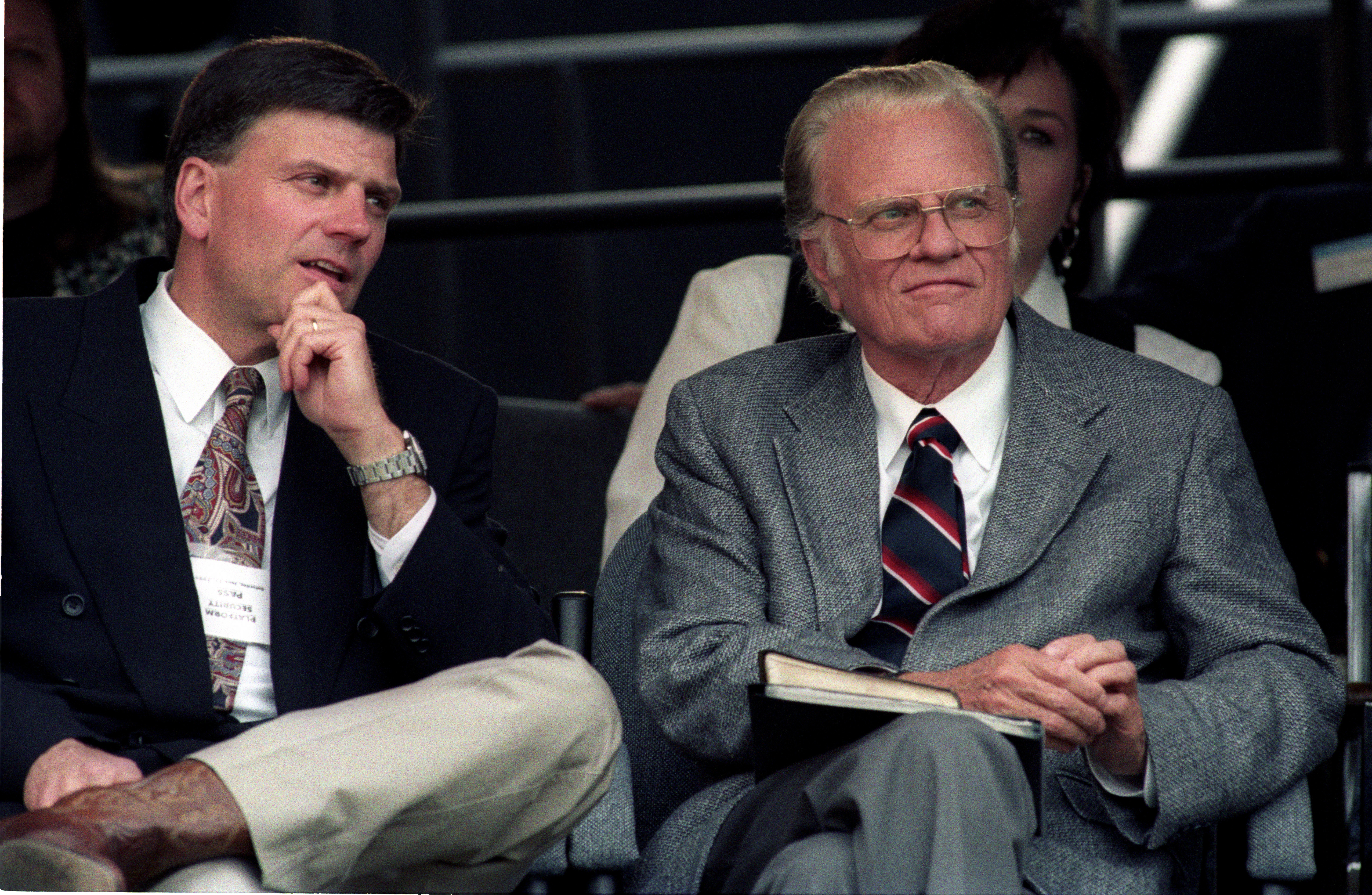
Billy Graham, a destra, assieme al figlio Franklin Graham

Dalla moglie Ruth, che sposò nel 1943, ebbe cinque figli, tra cui Franklin Graham, anch'egli predicatore. Il matrimonio terminò quando morì Ruth, nel 2007. Graham nella sua vita pubblica non era particolarmente incline ad affrontare tematiche politiche, nonostante i numerosi legami che aveva con vari Presidenti e altre figure di rilievo. 
Egli era un uomo profondamente legato alla tradizione e, su temi come l'aborto e l'omosessualità, è sempre stato più incline al conservatorismo, nonostante il messaggio politico non fosse mai l'argomento principale di cui discuteva, preferendo concentrarsi sul messaggio evangelico.

## Libri pubblicati
Graham è autore dei seguenti libri:
- Calling Youth to Christ (1947)
- America's Hour of Decision (1951)
- I Saw Your Sons at War (1953)
- Peace with God (1953, 1984)
- Freedom from the Seven Deadly Sins (1955)
- The Secret of Happiness (1955, 1985)
- Billy Graham Talks to Teenagers (1958)
- My Answer (1960)
- Billy Graham Answers Your Questions (1960)
- World Aflame (1965)
- The Challenge (1969)
- The Jesus Generation (1971)
- Angels: God's Secret Agents (1975, 1985)
- How to Be Born Again (1977)

- The Holy Spirit (1978)
- Till Armageddon (1981)
- Approaching Hoofbeats (1983)
- A Biblical Standard for Evangelists (1984)
- Unto the Hills (1986)
- Facing Death and the Life After (1987)
- Answers to Life's Problems (1988)
- Hope for the Troubled Heart (1991)
- Storm Warning (1992)
- Just As I Am: The Autobiography of Billy Graham (1997, 2007)
- Hope for Each Day (2002)
- The Key to Personal Peace (2003)
- Living in God's Love: The New York Crusade (2005)
- The Journey: How to Live by Faith in an Uncertain World (2006)